# 룬체현

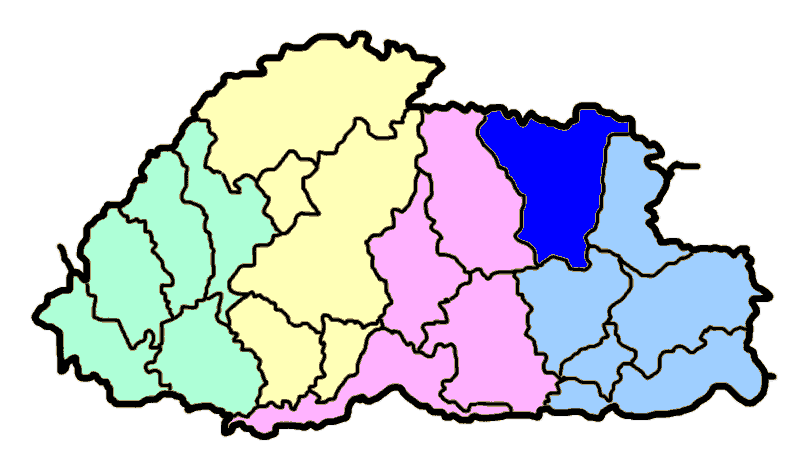
룬체 현의 위치

룬체현(종카어: ལྷུན་རྩེ་རྫོང་ཁག་)은 부탄을 구성하는 20개 현(종카그) 가운데 하나로, 부탄 북동부에 위치한다. 현청 소재지는 룬체이며 면적은 2,881km2, 인구는 15,395명(2005년 기준)이다. 8개 게워그(강주르, 자라이, 코마, 쿠르토에, 멘비, 멘초, 민자이, 첸카르)를 관할한다.

## 같이 보기
- 종카그